# Premi Nacional d'Investigació Juan de la Cierva
El Premi Nacional d'Investigació Juan de la Cierva és un premi de Transferència de tecnologia convocat pel Ministeri d'Educació i Ciència d'Espanya que lliura el Rei d'Espanya al Palau Reial de Madrid. Rep el nom de Juan de la Cierva y Codorníu, enginyer espanyol que va inventar l'autogir, un tipus d'aeronau que es considera precursor de l'actual helicòpter.
El premi es va instaurar en 2001 i pertany juntament amb altres nou premis als Premis Nacionals d'Investigació. La dotació ascendeix a 100.000 €. L'objectiu de tots aquests premis és el reconeixement dels mèrits de les científics o investigadors espanyols que realitzen «una gran labor destacada en camps científics de rellevància internacional, i que contribueixin a l'avanç de la ciència, al millor coneixement de l'home i la seva convivència, a la transferència de tecnologia i al progrés de la Humanitat». Després de les eleccions generals espanyoles de 2011 que suposaren l'arribada al poder de Mariano Rajoy s'ha suspès la convocatòria dels Premis Nacionals d'Investigació al·legant raons econòmiques.

## Premiats
| Any  | Investigador               | Treball |
| ---- | -------------------------- | --- |
| 2001 | Agustín Escardino Benlloch | Transferència de tecnologia desenvolupada en estreta col·laboració entre el sistema públic de recerca i la indústria ceràmica.                              |
| 2003 | Antonio Luque López        | Energia fotovoltaica, tecnologies de fabricació de cèl·lules solars, a l'aplicació de les energies renovables                                               |
| 2005 | Ignacio Fernández de Lucio | R+D |
| 2007 | Daniel Ramón Vidal         | Biotecnologia d'aliments, en context d'aplicació, la seva transferència al sector empresarial                                                               |
| 2009 | Alfonso Miguel Gañán Calvo | Física de fluids, particularment el fenomen flow focusing i la física de l'electrospray                                                                     |
| 2011 | Antonio Hernando Grande    | Carrera professional, activitat investigadora creació de l'Institut de Magnetisme Aplicat                                                                   |
| 2018 | Pablo Artal Soriano        | Per les seves contribucions pioneres en la utilització de mètodes innovadors per a l'avaluació i correcció de la visió i el seu impacte en la salut ocular. |
| 2020 | Laura Lechuga              | Per la seva contribució innovadora als mètodes de diagnòstic a través de projectes pioners com el desenvolupament de les plataformes tipus "lab-on-a-chip". |
| 2022 | Ana Martinez Gil           | Per les seves aportacions en el camp del disseny i desenvolupament de fàrmacs per a malalties neurodegeneratives i infeccioses.                             |